# Casa Cravero
La Casa Cravero  es una casa histórica ubicada en Opa-locka, Florida. La Cravero House se encuentra inscrito  en el Registro Nacional de Lugares Históricos de Estados Unidos desde el 17 de agosto de 1987.

## Ubicación
La Cravero House se encuentra dentro del condado de Miami-Dade en las coordenadas 25°54′28″N 80°15′05″O / 25.907778, -80.251389.